# Madness (álbum)
Madness es el quinto álbum de estudio del guitarrista de rock estadounidense Tony MacAlpine, publicado en 1993 a través de Shrapnel Records.

## Lista de canciones
Toda la música compuesta por Tony MacAlpine, excepto donde se indique lo contrario. 
| N.º | Título                                                                         | Duración |  |
| 1.  | «Naked Nancy»                                                                  | 3:29     |  |
| 2.  | «Peruvian Power Layback»                                                       | 4:46     |  |
| 3.  | «Albert's Fat Sister»                                                          | 3:17     |  |
| 4.  | «Restaurant at the End of the Universe»                                        | 5:06     |  |
| 5.  | «Realm of the Flying Monkeys»                                                  | 4:50     |  |
| 6.  | «Prelude 8 Opus 28» (Frédéric Chopin)                                          | 2:10     |  |
| 7.  | «Confrontation With the Electric Bees» (MacAlpine, Larry Dennison, Glen Sobel) | 3:27     |  |
| 8.  | «Dr. Garlic Breath» (MacAlpine, Dennison, Sobel)                               | 3:51     |  |
| 9.  | «Houses in Motion»                                                             | 4:33     |  |
| 10. | «Muffin Bandits»                                                               | 2:46     |  |
| 11. | «Rats With Wings»                                                              | 5:25     |  |

## Créditos
- Tony MacAlpine – guitarra, teclados, producción
- Gina Demos – guitarra (pista 4)
- Glen Sobel – batería, producción
- Larry Dennison – bajo, producción
- Branford Marsalis – saxofón
- Matt Finders – trombón
- Lee Thornburg – trompeta
- Brian Levi – ingeniería, mezcla, producción
- Colin Mitchell – asistente de ingeniería
- Bernie Grundman – masterización